# Шойфеле

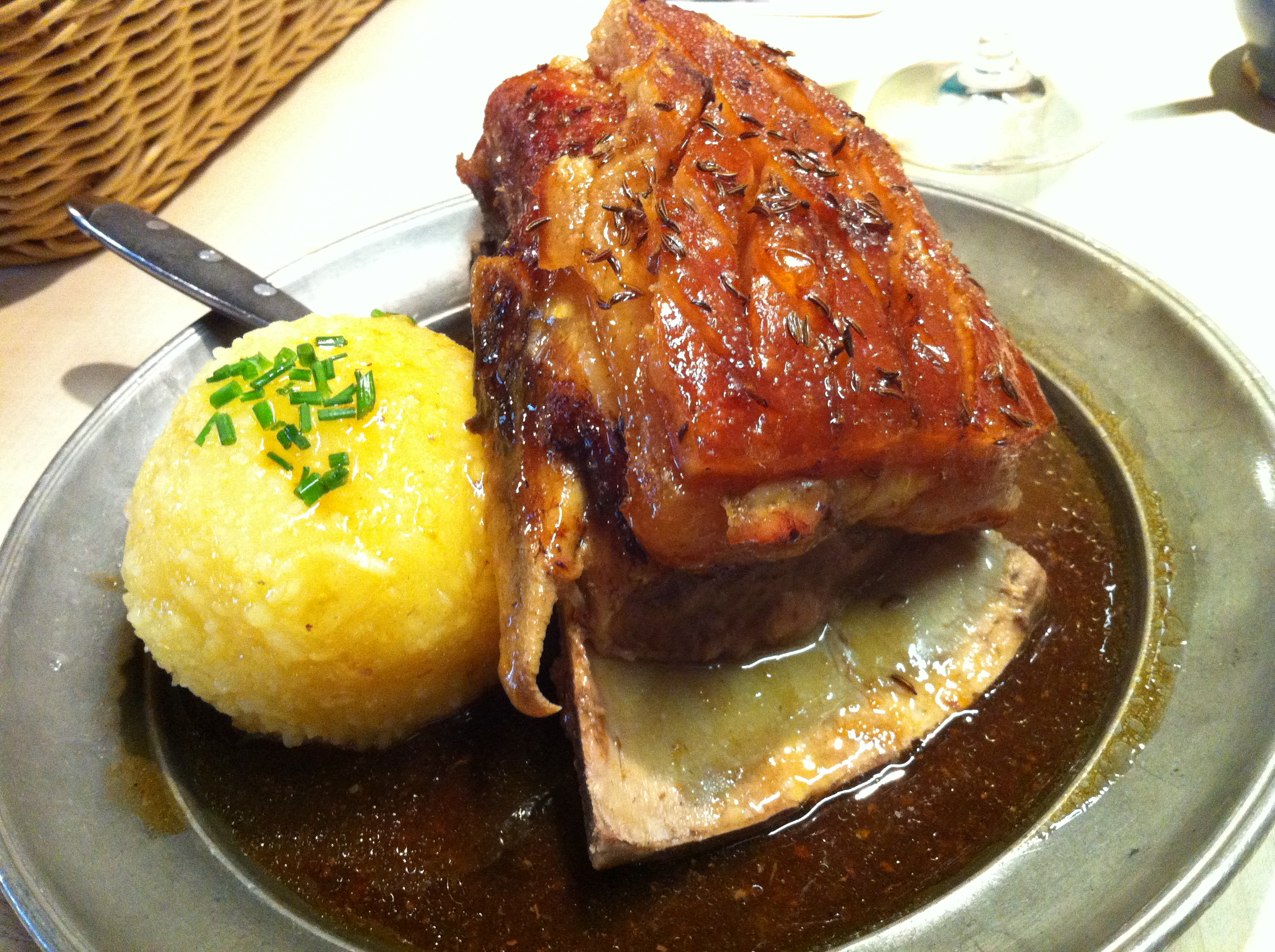
Шойфеле по-франконски с картофельной клёцкой

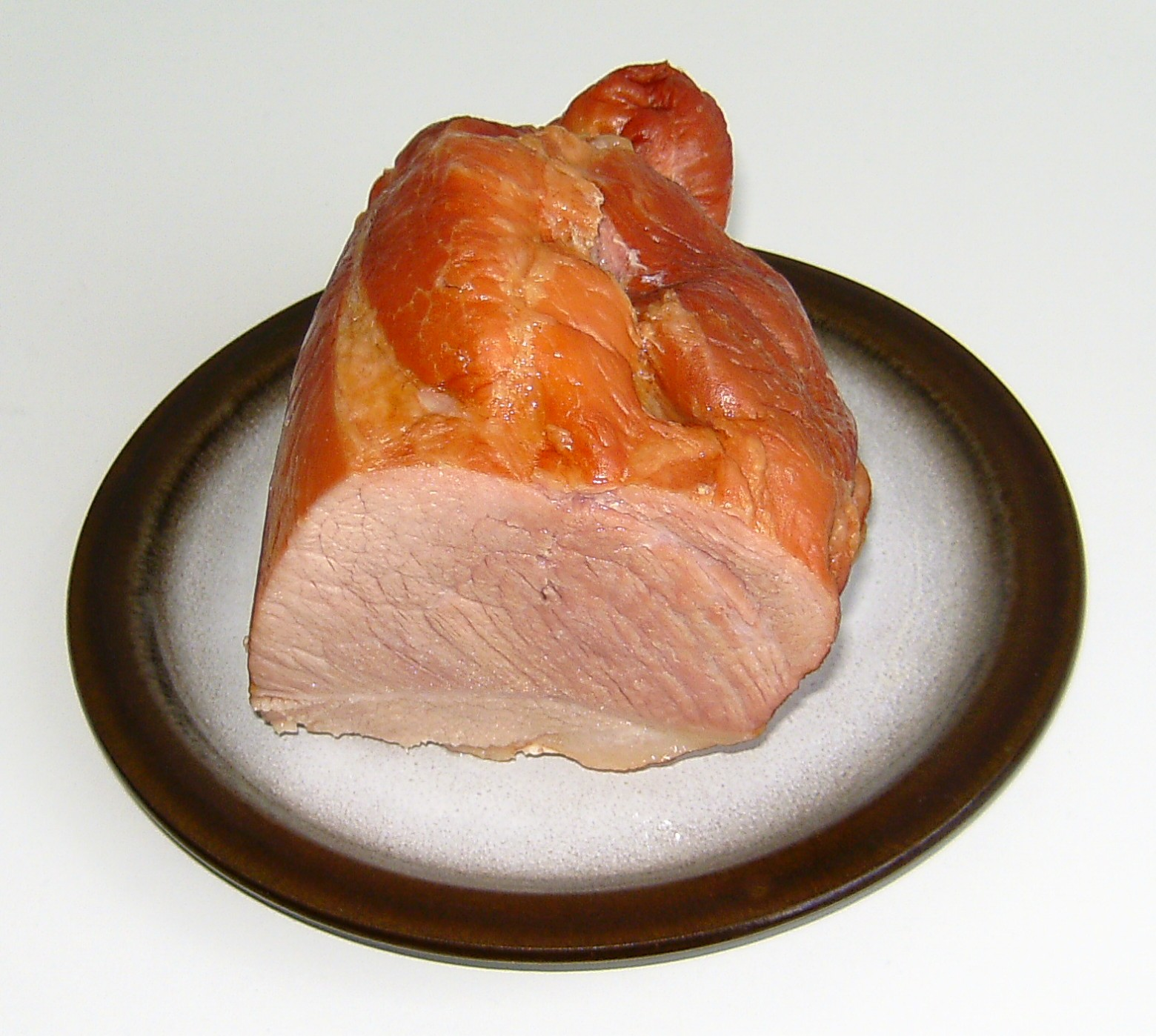
Шойфеле по-баденски

Шо́йфеле (нем. Schäufele — букв. «лопатка») — блюдо южнонемецкой, швейцарской и эльзасской кухонь, жаркое, известное в различных региональных рецептах и под разными диалектальными названиями. Представляет собой запечённую в духовом шкафу свиную лопатку на кости и со шкуркой. Во Франконии шойфеле готовят обычно на воскресный обед, в Бадене и Швейцарии блюдо часто подают на Рождество.
Во Франконии шойфеле считается национальным блюдом. Шойфеле больше любят в Верхней и Средней Франконии, вероятно потому, что к плотному и сытному блюду больше подходит пиво, а в Нижней Франконии предпочитают вино. Перед запеканием шкурку на свиной лопатке надрезают ромбиками, мясо солят, перчат и приправляют тмином, обжаривают в жиру в со всех сторон, а затем выкладывают шкуркой вверх в утятницу на овощную подушку из порезанных кубиками корнеплодных овощей и репчатого лука и добавляют небольшое количество мясного бульона и иногда тёмного пива. Запекание мяса продолжается два-три часа. У готового шойфеле мясо легко отделяется от кости, а хорошо поджаренная шкурка приобретает золотистый цвет и на ней выступают пузырьки. Тушёные овощи пюрируют и протирают через сито для приготовления соуса. Шойфеле во Франконии подают с картофельными клёцками, овощным или капустным салатом, квашеной капустой и тушёной краснокочанной капустой. Шойфеле также знакомо и швабской кухне, где его готовят также из оленьей лопатки.
В Бадене и Швейцарии шойфеле похоже на касселер: его готовят из солёной или копчёной свиной лопатки, которую тушат на медленном огне в белом вине с уксусом, репчатым луком, лавровым листом и гвоздикой. Баденскую шойфеле сервируют с картофельным салатом, заправленным полученным бульоном. В Швейцарии к шойфеле подают «толстые бобы» и квашеную капусту.